# Lille Kolungen
Lille Kolungen är en sjö i Melleruds kommun i Dalsland och ingår i Göta älvs huvudavrinningsområde. Sjön har en area på 0,197 kvadratkilometer och ligger 60 meter över havet. Sjön avvattnas av vattendraget Kolån.

## Delavrinningsområde
Lille Kolungen ingår i det delavrinningsområde (651023-130081) som SMHI kallar för Mynnar i Krokån. Medelhöjden är 70 meter över havet och ytan är 11,48 kvadratkilometer. Det finns ett avrinningsområde uppströms, och räknas det in blir den ackumulerade arean 24,61 kvadratkilometer. Kolån som avvattnar avrinningsområdet har biflödesordning 4, vilket innebär att vattnet flödar genom totalt 4 vattendrag innan det når havet efter 152 kilometer. Avrinningsområdet består mestadels av skog (34 procent), öppen mark (14 procent) och jordbruk (48 procent). Avrinningsområdet har 0,2 kvadratkilometer vattenytor vilket ger det en sjöprocent på 1,7 procent.